# Thailand Open 2008 - Qualificazioni singolare
Le qualificazioni del singolare  del Thailand Open 2008 sono state un torneo di tennis preliminare per accedere alla fase finale della manifestazione. I vincitori dell'ultimo turno sono entrati di diritto nel tabellone principale. In caso di ritiro di uno o più giocatori aventi diritto a questi sono subentrati i lucky loser, ossia i giocatori che hanno perso nell'ultimo turno ma che avevano una classifica più alta rispetto agli altri partecipanti che avevano comunque perso nel turno finale.
Le qualificazioni del torneo Thailand Open  2008 prevedevano 16 partecipanti di cui 4 sono entrati nel tabellone principale.

## Teste di serie
1. Denis Istomin (ultimo turno)
2. Simon Stadler (Qualificato)
3. Lukáš Dlouhý (Qualificato)
4. Aisam-ul-Haq Qureshi (Qualificato)

1. Martin Slanar (ultimo turno)
2. Luka Gregorc (ultimo turno)
3. Rohan Bopanna (primo turno)
4. Ti Chen (primo turno)

## Qualificati
1. George Bastl
2. Simon Stadler

1. Lukáš Dlouhý
2. Aisam-ul-Haq Qureshi

## Tabellone

### Legenda
| - Q = Qualificato - WC = Wild card - LL = Lucky loser | - ALT = Alternate - SE = Special Exempt - PR = Protected Ranking | - w/o = Walkover - r = Ritirato - d = Squalificato |

### Sezione 1
|  | Primo turno | Primo turno                | Primo turno                | Primo turno | Primo turno |  |  | Ultimo turno | Ultimo turno  | Ultimo turno | Ultimo turno | Ultimo turno |  |
|  |             |                            |                            |             |             |  |  |              |               |              |              |              |  |
|  | 1           | Denis Istomin              | Denis Istomin              | 6           | 6           |  |  |              |               |              |              |              |  |
|  |             | Kittiphong Wachiramanowong | Kittiphong Wachiramanowong | 1           | 1           |  |  | 1            | Denis Istomin | 5            | 7            | 2            |  |
|  |             | George Bastl               | George Bastl               | 6           | 6           |  |  |              | George Bastl  | 7            | 64           | 6            |  |
|  | 8           | Ti Chen                    | Ti Chen                    | 4           | 2           |  |  |              |               |              |              |              |  |

### Sezione 2
|  | Primo turno | Primo turno    | Primo turno    | Primo turno | Primo turno |  |  | Ultimo turno | Ultimo turno  | Ultimo turno  | Ultimo turno | Ultimo turno |  |
|  |             |                |                |             |             |  |  |              |               |               |              |              |  |
|  | 2           | Simon Stadler  | Simon Stadler  | 6           | 6           |  |  |              |               |               |              |              |  |
|  |             | Wang Yeu-tzuoo | Wang Yeu-tzuoo | 4           | 0           |  |  | 2            | Simon Stadler | Simon Stadler | 6            | 6            |  |
|  | 5           | Martin Slanar  | Martin Slanar  | 6           | 6           |  |  | 5            | Martin Slanar | Martin Slanar | 4            | 4            |  |
|  |             | Pongsiri Niroj | Pongsiri Niroj | 4           | 1           |  |  |              |               |               |              |              |  |

### Sezione 3
|  | Primo turno | Primo turno        | Primo turno   | Primo turno | Primo turno |  |  | Ultimo turno | Ultimo turno  | Ultimo turno | Ultimo turno | Ultimo turno |  |
|  |             |                    |               |             |             |  |  |              |               |              |              |              |  |
|  | 3           | Lukáš Dlouhý       | Lukáš Dlouhý  | 6           | 7           |  |  |              |               |              |              |              |  |
|  |             | Franco Skugor      | Franco Skugor | 2           | 64          |  |  | 3            | Lukáš Dlouhý  | 6            | 2            | 6            |  |
|  |             | Rohan Bopanna      | 7             | 62          | 7           |  |  |              | Rohan Bopanna | 2            | 6            | 4            |  |
|  | 7           | Mikhail Ledovskikh | 65            | 7           | 5           |  |  |              |               |              |              |              |  |

### Sezione 4
|  | Primo turno | Primo turno          | Primo turno | Primo turno | Primo turno |  |  | Ultimo turno | Ultimo turno         | Ultimo turno | Ultimo turno | Ultimo turno |  |
|  |             |                      |             |             |             |  |  |              |                      |              |              |              |  |
|  | 4           | Aisam-ul-Haq Qureshi | 68          | 7           | 6           |  |  |              |                      |              |              |              |  |
|  |             | Peter Gojowczyk      | 7           | 64          | 4           |  |  | 4            | Aisam-ul-Haq Qureshi | 6(0)         | 6            | 7            |  |
|  | 6           | Luka Gregorc         | 6           | 4           | 6           |  |  | 6            | Luka Gregorc         | 7            | 2            | 64           |  |
|  |             | Amir Weintraub       | 2           | 6           | 1           |  |  |              |                      |              |              |              |  |